# Пюирео
Пюирео́ (фр. Puyréaux) — коммуна во Франции, находится в регионе Пуату — Шаранта. Департамент — Шаранта. Входит в состав кантона Манль. Округ коммуны — Конфолан.
Код INSEE коммуны — 16272.
Коммуна расположена приблизительно в 370 км к юго-западу от Парижа, в 85 км южнее Пуатье, в 25 км к северу от Ангулема.

## Население
Население коммуны на 2008 год составляло 463 человека.
| 1962 | 1968 | 1975 | 1982 | 1990 | 1999 | 2008 |
| ---- | ---- | ---- | ---- | ---- | ---- | ---- |
| 343  | 334  | 321  | 361  | 403  | 396  | 463  |

## Экономика
В 2007 году среди 277 человек в трудоспособном возрасте (15—64 лет) 206 были экономически активными, 71 — неактивными (показатель активности — 74,4 %, в 1999 году было 72,2 %). Из 206 активных работали 189 человек (102 мужчины и 87 женщин), безработных было 17 (7 мужчин и 10 женщин). Среди 71 неактивных 13 человек были учениками или студентами, 38 — пенсионерами, 20 были неактивными по другим причинам.

## Фотогалерея

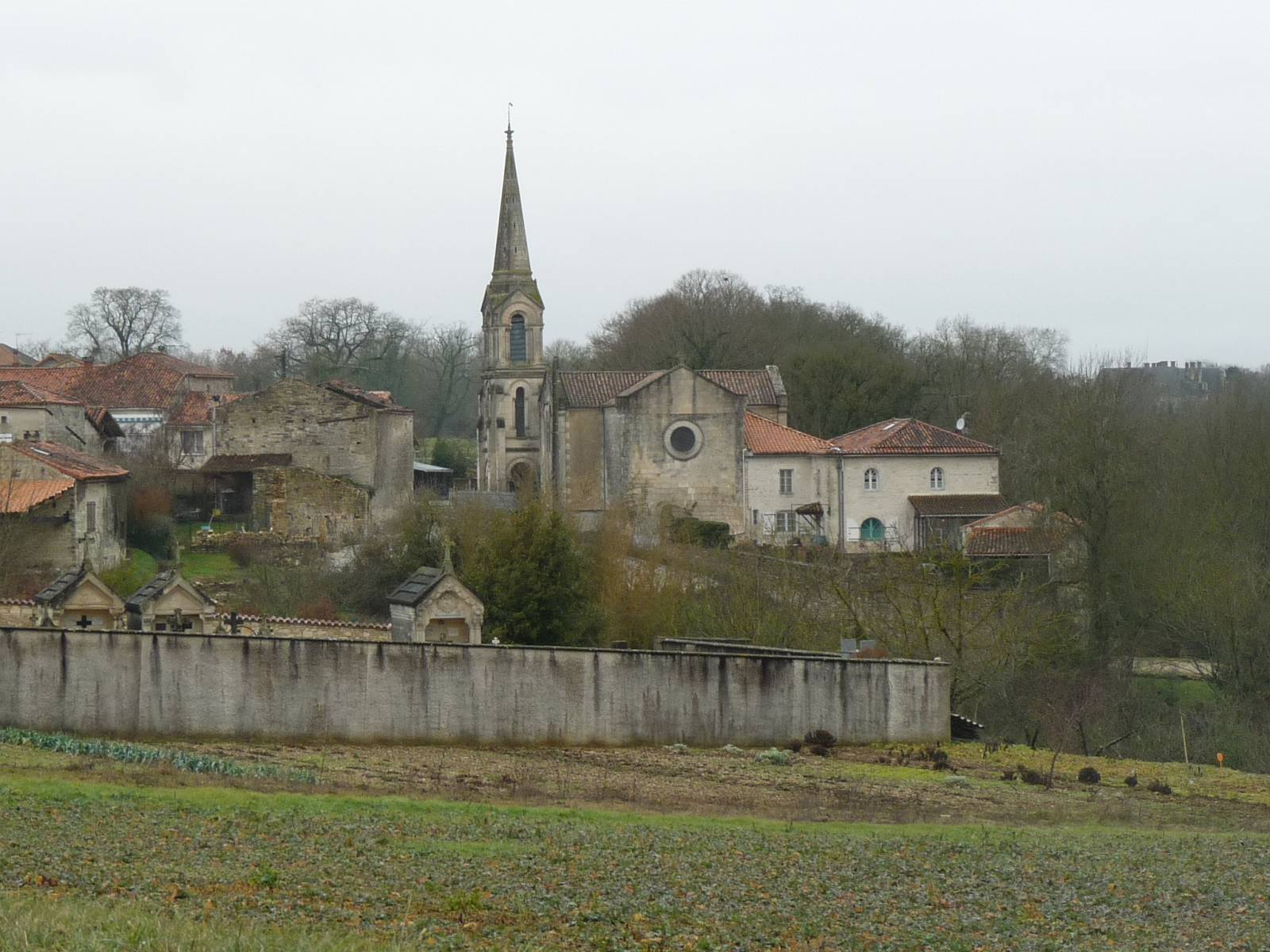
Пюирео
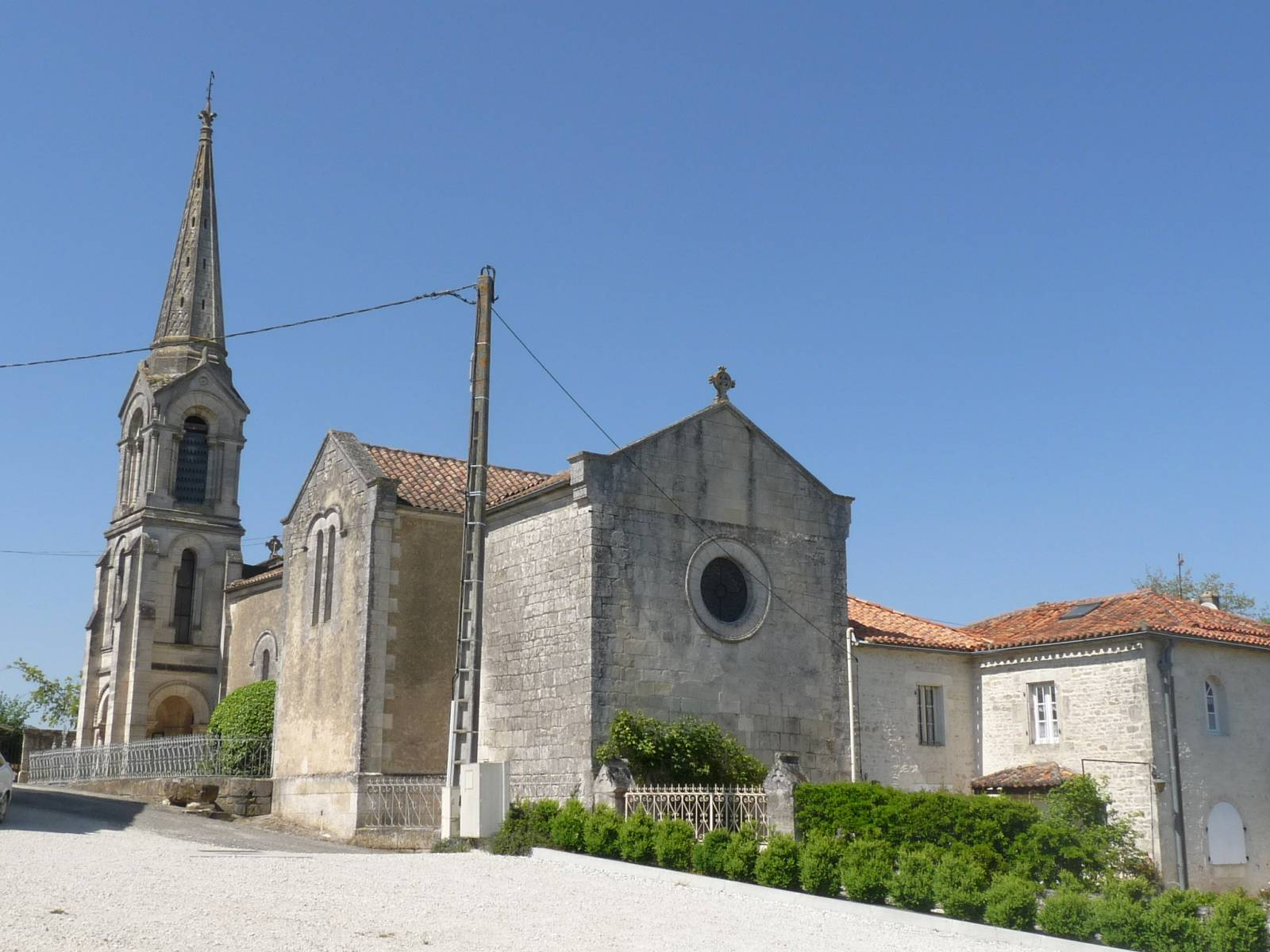
Церковь
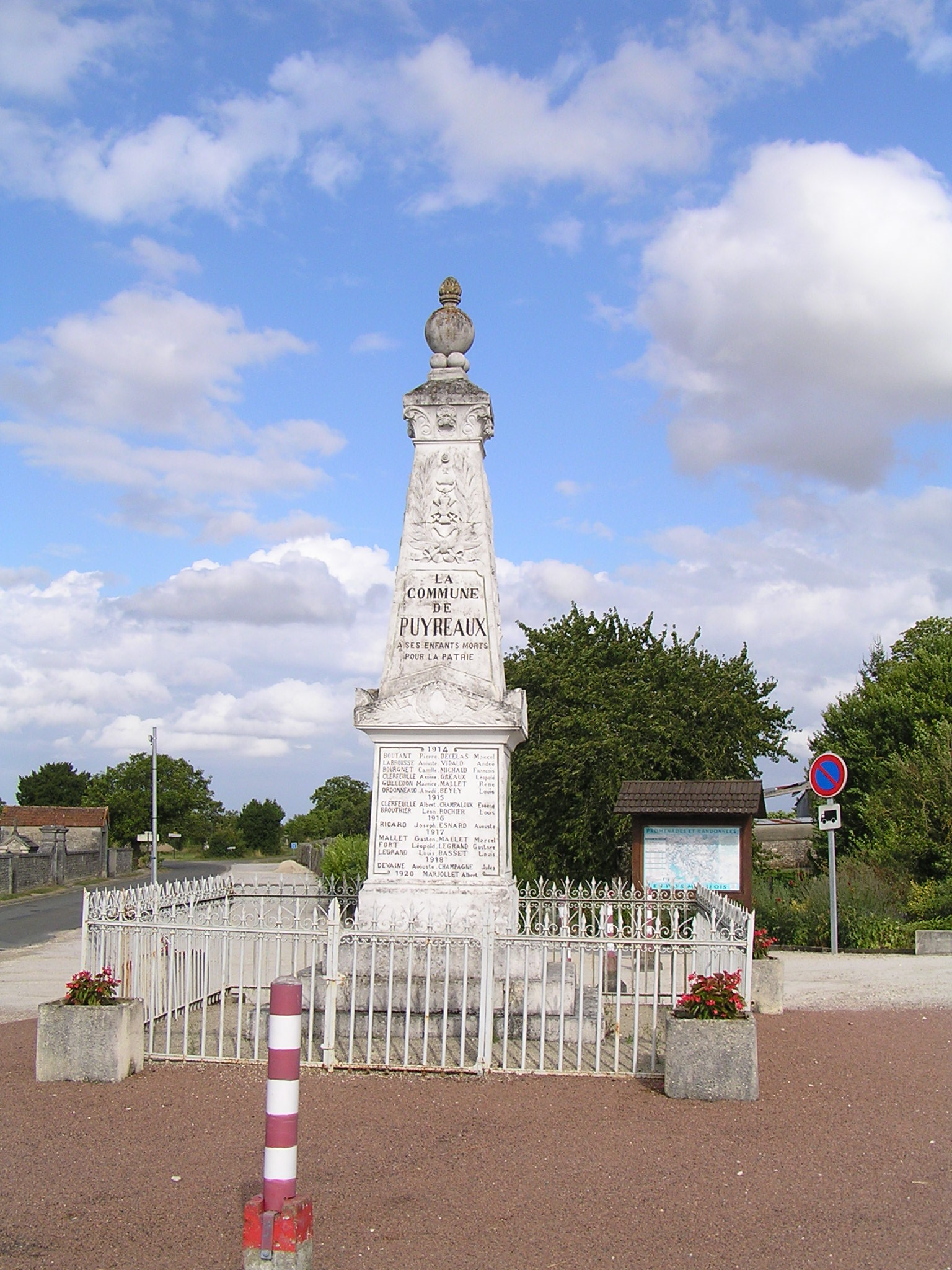
Военный мемориал